# Lago di Burano
Il lago di Burano è una laguna salmastra costiera all'estremità meridionale della Maremma grossetana, nel comune di Capalbio. Si estende per circa 236 ettari ed ha una profondità media di un metro.
È separato dal mar Tirreno da una stretta fascia di dune, che costituisce uno dei tratti costieri naturalisticamente meglio conservati della regione.

## Protezione ambientale

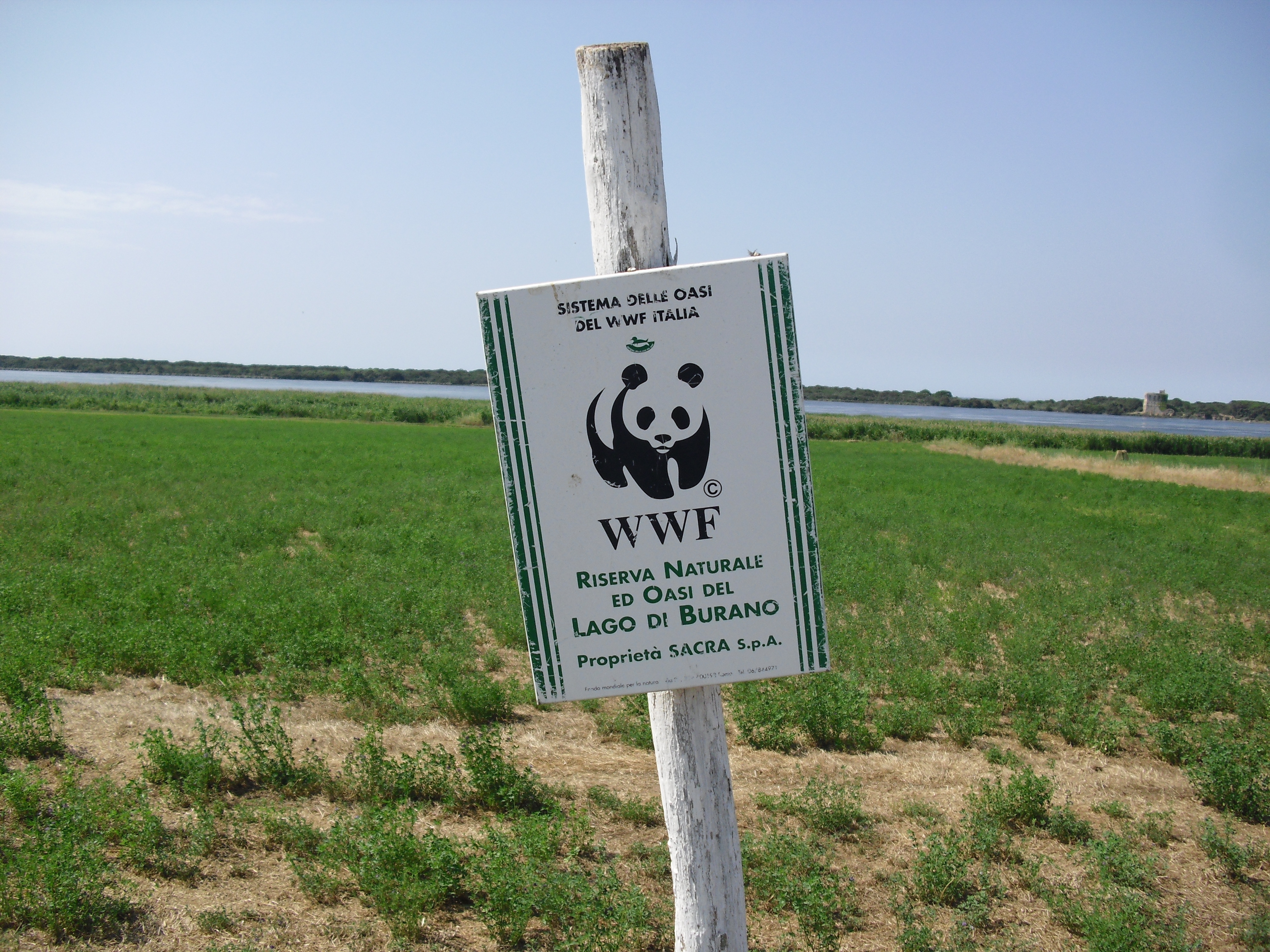
Cartello dell'oasi di Burano.

Il lago e la zona circostante sono compresi nella Riserva naturale Lago di Burano, una riserva statale istituita nel 1980, ma già dal 1967 il WWF vi ebbe istituito l'Oasi del Lago di Burano, la prima Oasi WWF in Italia, e una delle prime zone di protezione in Italia.
La riserva, a sua volta, è compresa nella zona umida di importanza internazionale "Lago di Burano" istituita nel 1977 e che si estende per 410 ettari.
Nel 1995 parte dell'area del lago è stata dichiarata sito di interesse comunitario, nel 2016 è divenuto zona speciale di conservazione (IT51A0031). Nel 1998 è stata inoltre istituita la zona di protezione speciale "Lago di Burano" (IT51A0033) per un'estensione di 489 ettari. 
L'area del lago e della duna costiera fanno inoltre parte della ben più vasta Important Bird and Biodiversity Area IBA193 "Argentario, Laguna di Orbetello e Lago di Burano". 

### SIR "Duna del Lago di Burano"
Il sito di interesse regionale "Duna del Lago di Burano" è quasi interamente compreso nella Riserva naturale statale e quasi interamente compreso nella zona umida d'importanza internazionale, ai sensi della Convenzione di Ramsar, “Lago di Burano”.
I principali elementi di criticità interni al sito sono:
- carico del turismo balneare piuttosto elevato durante la stagione estiva.;
- rischio d'erosione costiera (attualmente la linea di costa è in avanzamento);
- per gli uccelli nidificanti, una causa di minaccia è rappresentata dai cani lasciati liberi, durante il periodo di nidificazione.

I principali elementi di criticità esterni al sito sono: 
- presenza d'importanti centri turistici in prossimità del sito;
- forte antropizzazione delle coste sabbiose, con crescente rarefazione e frammentazione delle residue aree con vegetazione e fauna in buono stato di conservazione, con conseguente rischio di estinzione per le piccole popolazioni isolate;
- infrastrutture lineari di trasporto verso l'entroterra (assi stradali e ferroviari).

I principali obiettivi di conservazione da adottare sono: 
1. tutela dell'integrità dell'ecosistema dunale (EE);
2. mantenimento del carico del turismo balneare su livelli relativamente bassi e riduzione dei principali impatti che ne derivano (E);
3. riduzione dei fenomeni di frammentazione/isolamento (E). d) Tutela dell'integrità delle formazioni vegetali caratteristiche del sistema dunale e retrodunale (E).

Indicazioni per le misure di conservazione: 
- Mantenimento degli elevati livelli di naturalità del sito, evitando in particolare la realizzazione di nuovi accessi (EE).
- Tutela/rinaturalizzazione di tratti di costa sabbiosa esterni al sito, al fine di ridurre i fenomeni di isolamento/frammentazione (E).
- Rafforzamento delle azioni finalizzate a ridurre l'impatto del turismo balneare, in gran parte già attuate dal WWF (installazione di pannelli didattico-informativi, indicazioni delle vie di accesso preferenziali, recinzioni per tutelare settori dunali in erosione, servizio navetta) (M).
- Svolgimento di attività di sorveglianza nei periodi più sensibili, in particolare nei giorni festivi primaverili, per evitare la presenza di cani non tenuti al guinzaglio (M).
- Limitazione di eventuali interventi di pulizia della spiaggia, con rimozione manuale dei soli materiali non vegetali (M).

Ad aprile 2012 è stato conferito all'oasi del Lago di Burano il riconoscimento di Meraviglia italiana.

## Geomorfologia
Per quel che riguarda il SIR "Duna del Lago di Burano", la tipologia ambientale prevalente è data da dune costiere con macchia mediterranea e vegetazione delle spiagge. Raro esempio di ambiente dunale ad elevatissima naturalità caratterizzato da perticaie di Juniperus sp. Pl.

## Fauna

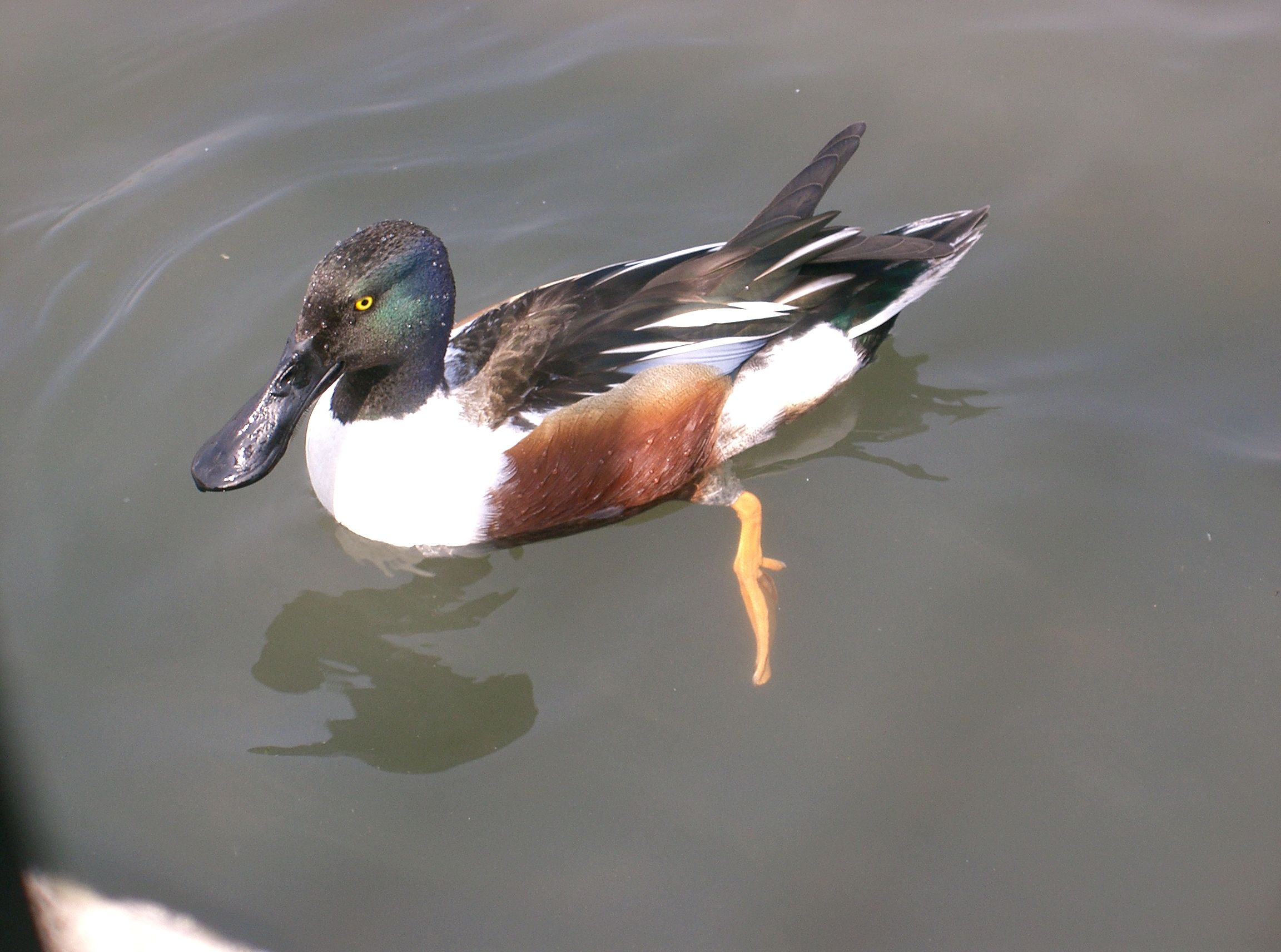
Mestolone

Fra le molte specie di uccelli acquatici che sono stanziali, o che si fermano nel lago per un breve periodo, durante le migrazioni, ricordiamo il fenicottero rosa, i cormorani, gli aironi, la folaga, la moretta, il moriglione, il germano reale ed il mestolone (simbolo dell'Oasi WWF), il porciglione ed il martin pescatore. Tra i rapaci, sono presenti falco di palude e falco pescatore.

### Duna del Lago di Burano
Fra le specie ornitiche nidificanti di maggior interesse si ricordano Charadrius alexandrinus, Calandrella brachydactyla.
Da segnalare fra gli anfibi Bombina pachypus, specie endemica dell'Italia peninsulare e Triturus carnifex.
Fra gli invertebrati è il Lepidottero Euplagia quadripunctaria.
La duna è frequentata anche da mammiferi come istrice, volpe e cinghiale, difficilmente avvistabili ma dei quali è facile notare le impronte sulla sabbia.
Tra i rettili: testuggine di Herman (Testudo hermanni) e il cervone (Elaphe quatuorlineata).

## Flora

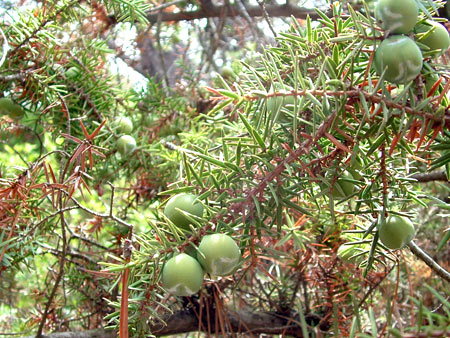
Frutto del ginepro coccolone

La vegetazione della duna è costituita sia da piante arboree come leccio e sughera, che da piante cespugliose come ginepro coccolone, ginepro fenicio e mirto, con presenza di salsapariglia (detta in dialetto locale "stracciabrache", per motivi facilmente intuibili) e asparago.
L'importante vegetazione pioniera della spiaggia gode di adeguata protezione, dato che le operazioni di pulizia vengono effettuate senza utilizzo di mezzi meccanici e lasciando il materiale organico spiaggiato (indispensabile anche per la sopravvivenza di numerose specie di coleotteri e di altri invertebrati).
Per la fitocenensi, si segnalano crucianelleti delle dune di Burano. Ginepreti a Juniperus macrocarpa delle dune di Burano. Popolamenti floristici tipici degli habitat di duna e retroduna.

## Luoghi d'interesse
- Torre di Buranaccio

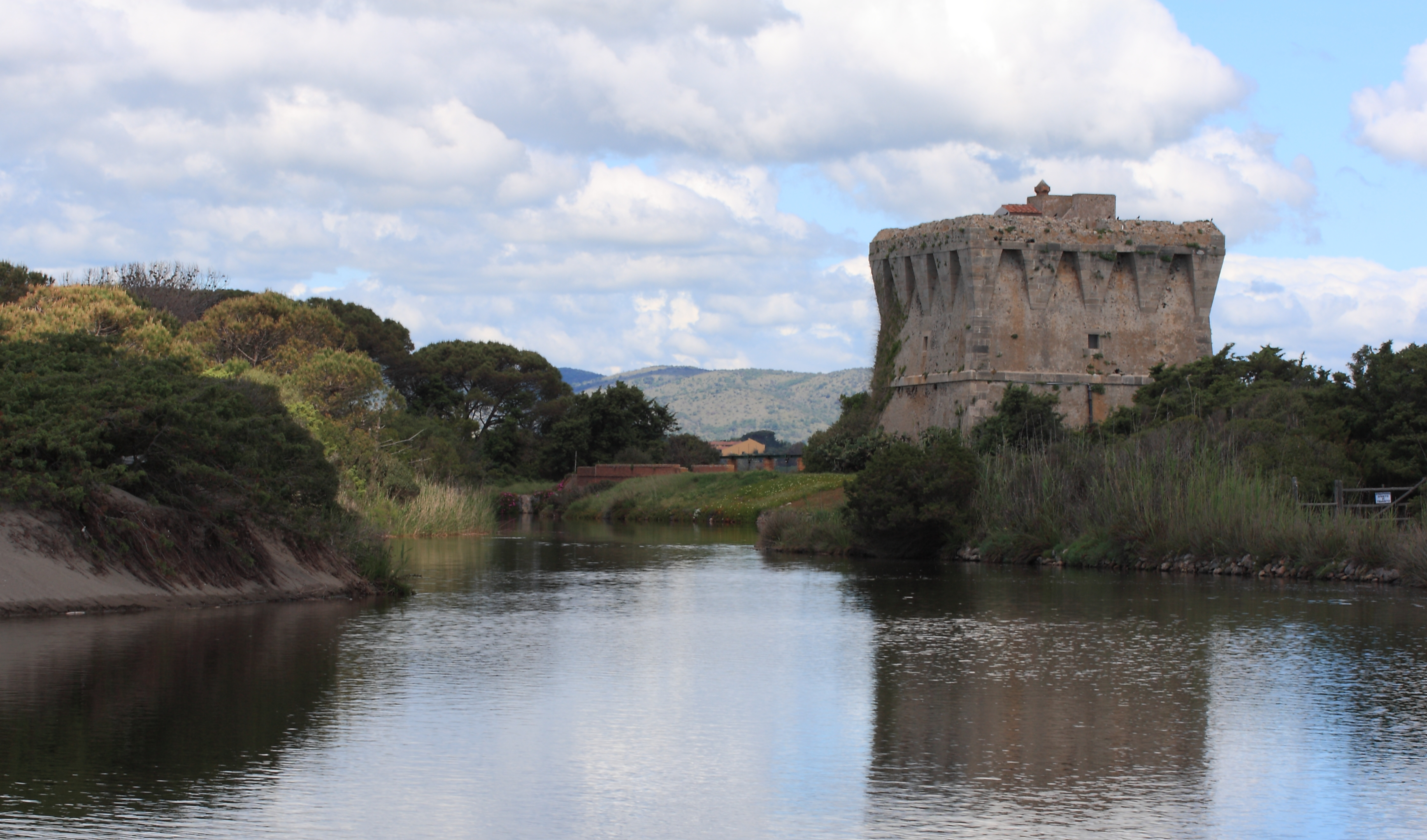
Torre di Buranaccio

La torre non è visitabile perché di proprietà privata.